# ديوند (مقاطعة دلفان)
ديوند (بالفارسية: دیوند) هي قرية تقع في قسم كاكاوند الشرقي الريفي (مقاطعة دلفان) في إيران. يقدر عدد سكانها بـ 83 نسمة بحسب إحصاء 2016.